# Agrochola macilenta
Agrochola macilenta là một loài bướm đêm trong họ Noctuidae.

## Hình ảnh

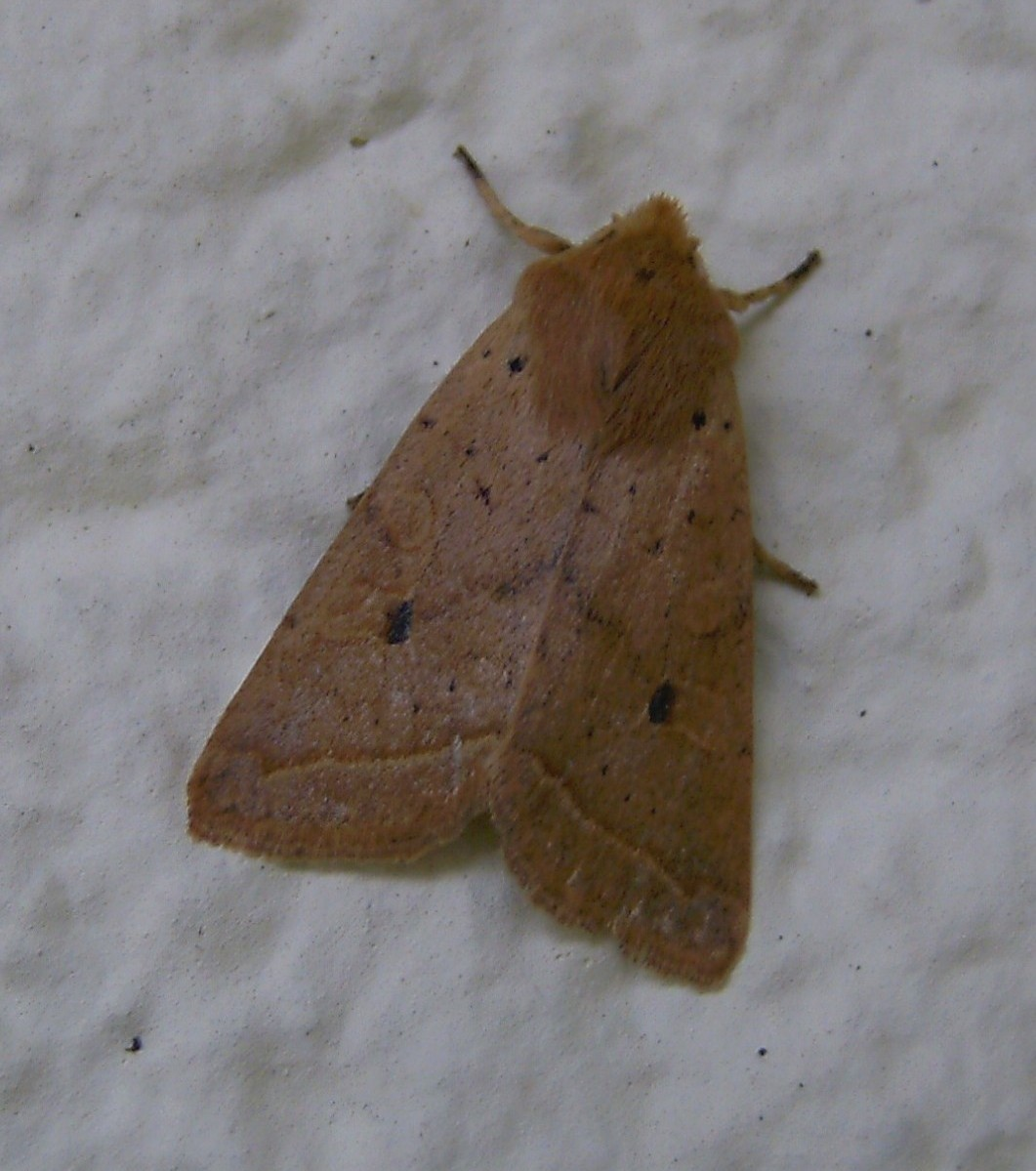
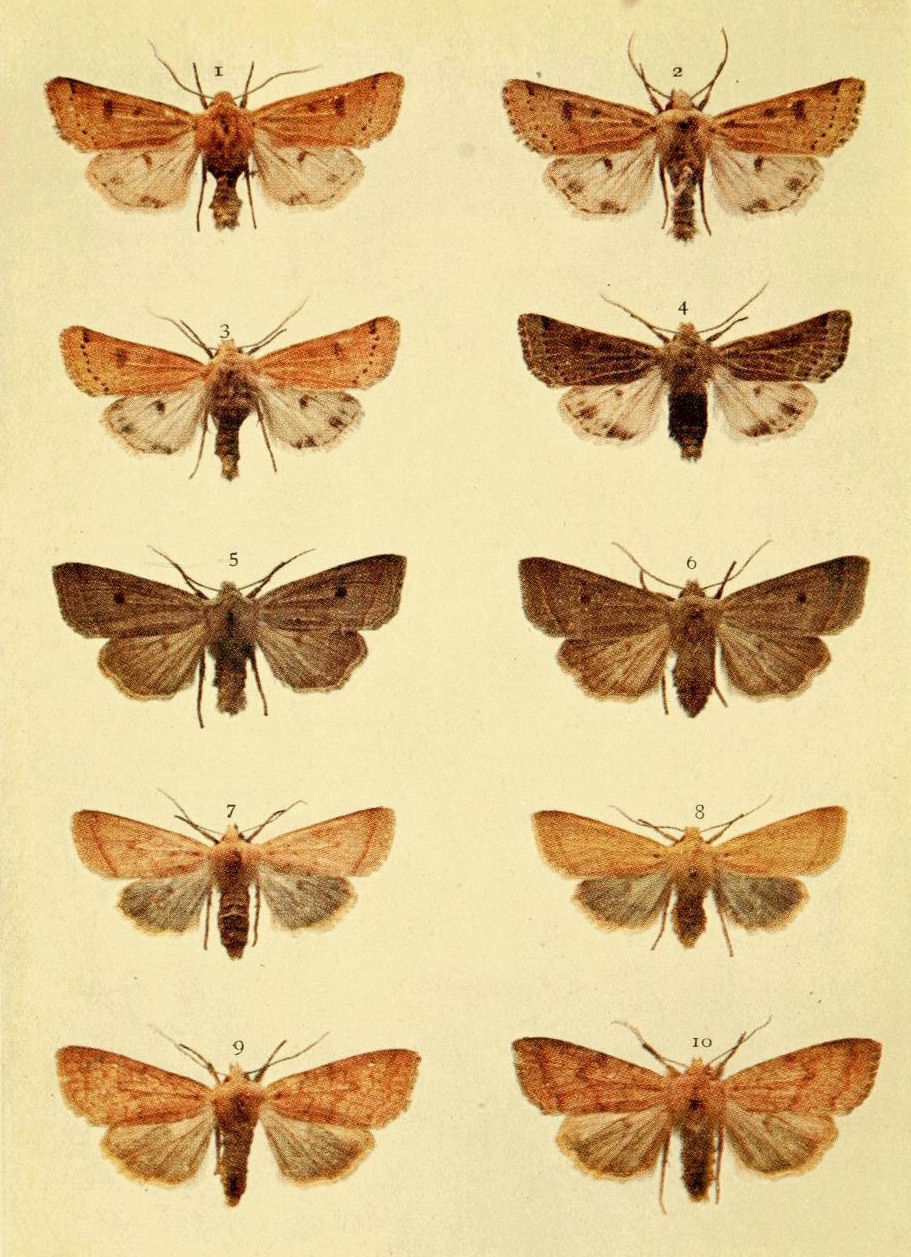
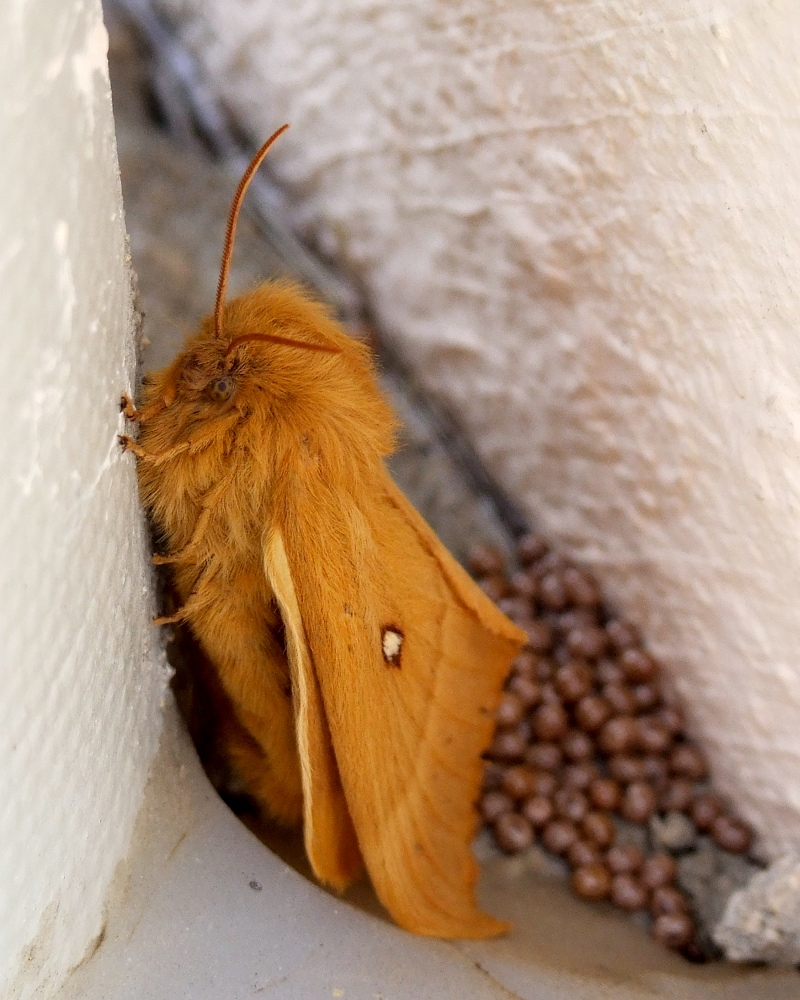